# 卜大有
卜大有（1512年—？），字謙夫，號益泉，浙江嘉興府秀水縣人，匠籍，明朝政治人物。

## 生平
嘉靖二十二年（1543年）癸卯科浙江鄉試第四十八名舉人，二十六年（1547年）丁未科進士。工部觀政，二十八年（1549年）授無錫縣知縣，調潛山縣知縣，改南京工部主事，升禮部精膳司郎中，出為尋甸府知府。

## 著作
著有《益泉詩稿》、《經史集要》。

## 家族
曾祖卜顒；祖父卜周，義官；父卜宗洛，監生，贈刑部員外郎。前母周氏（贈宜人）；母賀氏（封宜人）。兄卜大同、卜大觀，弟卜大順。子卜曰謀（清流縣知縣）、卜曰雨、卜曰霽、卜曰蒙、卜曰驛、卜曰克、卜曰貞、卜曰悔。